# ليري (جورجيا)
ليري (بالإنجليزية: Leary, Georgia)‏ هي مدينة تقع في مقاطعة كالهاون، جورجيا بولاية جورجيا في الولايات المتحدة. تبلغ مساحة هذه المدينة 8.3 (كم²)، وترتفع عن سطح البحر 63 م، بلغ عدد سكانها 666 نسمة في عام 2010 حسب إحصاء مكتب تعداد الولايات المتحدة.

## أعلام
- بيل كوري

## وصلات خارجية
- Cities & Counties - Georgia.gov